# Спориніт

Спориніт серед інших мікрокомпонентів кам'яного вугілля

Спориніт — мікрокомпонент вугілля, яке утворилося з мікро- та макроспор. Мацерал групи ліптиніту.

## Загальний опис
Термін «спориніт» використовується на позначення оболонок спор і пилку в лігніті і кам'яному вугіллі. В палеозойському вугіллі спориніт іноді зустрічається у великій кількості і складає тоді основний компонент екзиніту. Таким чином, спориніт, безперечно, є найважливішим мацералом групи екзиніту, принаймні в кам'яному вугіллі північної півкулі.

## Колір спориніту
Колір спориніту є важливою ознакою при діагностиці ступеня вуглефікації.
В аншліфах вугілля низького ступеня метаморфізму спориніт виглядає темнішим, а в прозорих шліфах світлішим, ніж вітриніт. У вугіллі особливо низького ступеню метаморфізму колір спориніту від золотисто-жовтого до золотисто-коричневого. Зі збільшенням ступеня метаморфізму він стає темнішим і змінюється до темно-сірого. Після стрибка вуглефікації (при виході летких речовин у вітриніті близько 28 %) сіре забарвлення поступово блідне, і при виході летких речовин близько 22 % вже не існує ніякої різниці між сірим споринітом і сірим вітринітом. В масляній імерсії спориніт торфу і м'якого бурого вугілля забарвлені в темний голубувато-сірий колір. В антрациті спориніт можна побачити при схрещених ніколях, при травленні, а також при -опроміненні.
У відбитому світлі, при використовуванні йодисто-метиленової імерсії, спори-ніт торфу, лігніту і кам'яного вугілля низького ступеня метаморфізму має буро-сірий колір. Із збільшенням ступеня метаморфізму бурий колір змінюється до темно-сірого, а ближче до стрибка вуглефікації він відповідає кольору вітриніту.
При дослідженні бурого вугілля у відбитому світлі з нормальною освітленістю поля часто буває неможливо ясно відрізнити спориніт від гумодетриніту. Для визначення мацералів екзиніту в бурому вугіллі можна застосовувати флуоресцентне освітлення (голубе або ультрафіолетове опромінювання). Флуоресцентне освітлення успішно використовується також при визначенні екзиніту в кам'яному вугіллі низького ступеня метаморфізму.
В прозорих шліфах спориніт бітумінозного вугілля низького ступеня метаморфізму має золотисто-жовтий колір. Із збільшенням ступеня метаморфізму вугілля він стає червонуватим і на стадії кам'яного вугілля з середнім виходом летких речовин має такий же червоний колір, як і вітриніт.
У вугіллі низького ступеня метаморфізму відбивна здатність спориніту набагато менша, ніж вітриніту.

## Фізичні властивості
Спориніт є найлегшим компонентом вугілля. Його густина збільшується із збільшенням ступеня метаморфізму, і в кам'яному вугіллі вона коливається в межах від 1,18 до 1,28 г/см3.
Важливою фізичною властивістю спориніту є його міцність, що контрастує з крихкістю вітриніту. Міцність виразно виявляється на мікрофотографіях. Такі фотодокументи доводять, що екзина міоспор міцніша, ніж вмісний вітриніт. Її зв'язувальну дію в багатому на спори шарі дуриту можна порівняти із залізною арматурою, що зміцнює залізобетон.